# Honorata Jakubowska
Honorata Jakubowska – polska socjolog, profesor nauk społecznych.

## Życiorys
W 2001 r. ukończyła studia socjologiczne na Uniwersytecie im. Adama Mickiewicza, w 2005 r. obroniła pracę doktorską pt. Odczytywanie i realizowanie cielesności w kulturze współczesnej, której promotorem był prof. Marek Ziółkowski, w 2015 r. habilitowała się na podstawie pracy zatytułowanej Gra ciałem. Praktyki i dyskursy różnicowania płci w sporcie. W 2025 r. uzyskała tytuł profesora nauk społecznych.
Została pracownikiem naukowym na Wydziale Socjologii Uniwersytetu im. Adama Mickiewicza w Poznaniu.
Należy do Rady Dyscypliny - Nauk Socjologicznych UAM, a także jest członkiem Komitetu Socjologii PAN.